# Ethelbert
Ethelbert es un municipio canadiense situado en la provincia de Manitoba.

## Superficie
Ethelbert tiene una superficie de 1134,59 km².

## Demografía
En 2021, tenía 648 habitantes, una densidad poblacional de 0,6 hab./km², y 366 viviendas.